# IAME Rastrojero
Le Rastrojero est un petit véhicule utilitaire de type pick-up diesel avec une charge utile d'une demi-tonne, conçu par Raúl Gómez et construit par la société gouvernementale argentine de construction d'avions (et d'autos) IAME - Industrias Aeronáuticas y Mecánicas del Estado (Industries aéronautiques et mécaniques de l'État) de 1952 à 1980.
Bien qu'il ait surtout été produit en tant que camion, une variante  Taxi a aussi été fabriquée. Il doit son nom à son but de transporter les récoltes (rastrojos). Plus de 45 000 de ces engins, toutes versions confondues, ont été construits jusqu'en 1974.

## 1regénération: Rastrojero 1952 (1952-1968)

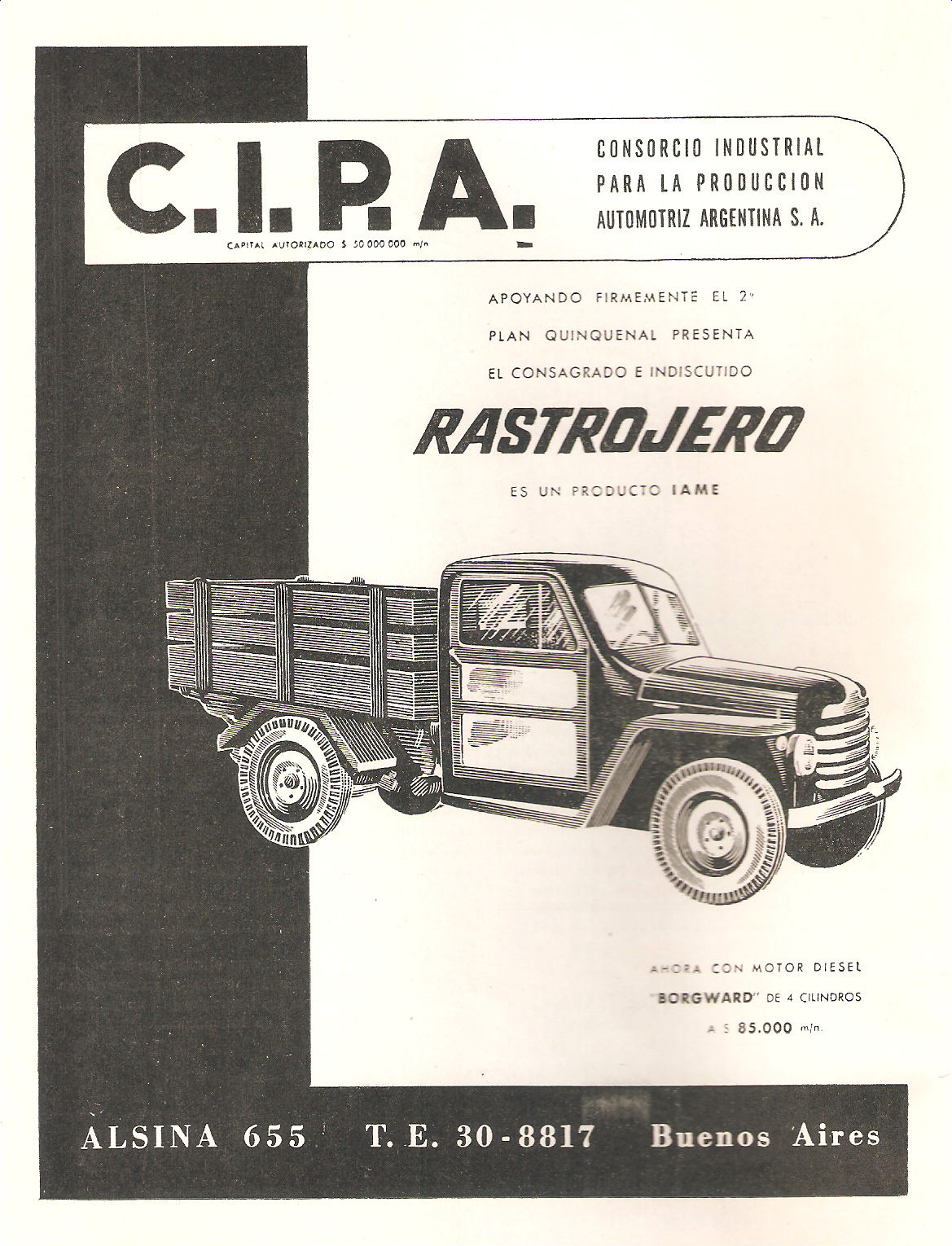
Publicité de 1954.

Le Rastrojero 1952 est le résultat d'un projet de la compagnie nationale IAME - Industrias Aeronáuticas y Mecánicas del Estado, à l'époque de l'essor de la force ouvrière locale et du soutien aux industries domestiques, au cours de la présidence du général Juan Domingo Perón.
Pour la production de ce véhicule, ils utilisèrent des pièces de tracteurs « Empire » achetées au gouvernement des États-Unis quelques années après la fin de la Seconde Guerre mondiale. Ces tracteurs avaient un problème dans leur conception, et leur fabrication avait été interrompue. Finalement, ils furent convertis par un groupe de techniciens et d'ingénieurs qui travaillaient sur la mise au point du nouveau camion.
Le premier Rastrojero sort des chaînes d'assemblage en 1952. De 1952 à 1954, il était doté d'un moteur essence de 2 199 cm3 de cylindrée, directement dérivé de celui qui équipait les tracteurs « Empire », développant une puissance de 65 ch SAE à 4 000 tr/min. La boîte de vitesses était à trois rapports. 2 365 exemplaires de cette version essence ont été fabriqués en trois ans.
À partir de 1954, le moteur Willys essence est remplacé par un moteur Diesel Borgward D4M à injection indirecte de 1 758 cm3 développant une puissance de 42 ch SAE à 3 400 tr/min,.
Une attention particulière fut accordée à la conception des garde-boue avant, en gardant à l'esprit que ce serait un véhicule pour les chemins de campagne. Pour cette raison ils ont été conçus d'une forme assez similaire à ceux utilisés à l'époque pour la course automobile Turismo Carretera, de manière à ne pas accumuler trop de boue en-dessous.
Cette version, restée en production plus de dix ans, est remplacée en 1964 à l'occasion de l'adoption du nouveau moteur Borgward D301 E1 d'une cylindrée de 1 797 cm3 développant 52 ch SAE à 4 000 tr/min avec un couple de 106 N m à 2 300 tr/min. Cette version restera en production jusqu'en 1967 mais seulement 3 430 exemplaires seront fabriqués. Une variante de carrosserie avec cabine double était également proposée, dont 704 exemplaires été produits. 

## 2egénérationRastrojero 1968 (1968-1980)
Il faut attendre 1968 pour voir la structure du Rastrojero subir une refonte complète. Le nouveau modèle ressemble alors plus à une grosse voiture renforcée qu'à un petit camion avec ses lignes tendues et carrées.
Le remodelage passe par la conception d'un nouveau châssis, entièrement en acier, avec une cabine entièrement flottante et d'un compartiment cargo indépendant pour les versions deux-portes. Dans la version cabine double avec quatre-portes, la cabine et le cargo sont d'un seul tenant.
Cependant, il resta toujours au catalogue des modèles qui avaient le plateau avec ridelles en bois ainsi que d'autres équipés d'une benne.
Alors que la première version de cette série a conservé le moteur diesel Borgward D301 E1 du modèle précédent, en 1971, le groupe motopropulseur est remplacé par un nouveau moteur diesel Indenor XD 4.88 de 1 946 cm3 développant 60 ch DIN à 4 500 tr/min, fabriqué par Borgward sous licence Peugeot-Ricardo, accolé à une boîte de vitesses manuelle à quatre rapports, qui reste un modèle produit par la firme Borgward.
En 1974, quelques changements mineurs sont apportés sur l'avant et l'arrière de la structure du pick-up mais la principale nouveauté réside dans le lancement d'une version automobile réservée aux taxis baptisée Conosur. Le modèle est construit sur le châssis du pick-up, conserve toute la partie mécanique et restera en production jusqu'en 1979. On ignore toutefois le nombre exact d'exemplaires produits.

## 3e génération Rastrojero F71 / SM 81 (1969-1979)
En 1969, IAME lance un tout nouveau modèle baptisé Rastrojero F 71 qui sera renommé SM 81 à partir de 1974. Ce véhicule n'a strictement rien à voir avec la gamme Rastrojero car c'est une fourgonnette. Surnommée Frontalito, ce fourgon utilisait la carrosserie du fourgon fabriqué par l'autre constructeur argentin IASF - Industria Automotriz Santa Fe S.A. sous la marque AUTO UNION dont l'histoire a été tourmentée. Il était disponible en une multitude de variantes de carrosseries : fourgonnette, minibus, pick-up avec cabine simple ou double, châssis nu, ambulance et pompiers.

## Une période difficile
En dépit des diverses tentatives du Ministère de l'Aéronautique et de la Défense de stopper leur fabrication, la ligne d'assemblage des Rastrojeros continua son activité.
Les ingénieurs, techniciens et employés de l'usine, craignant que la production soit définitivement arrêtée, furent finalement assurés que la production tiendrait son rythme jusqu'à l'année 1979. Pendant cette période, aucune évolution de la structure ne fut à noter, en raison de l'épée de Damoclès qui stagnait tout de même sur la conscience de toute l'équipe des travailleurs, craignant sans cesse un changement hâtif de situation.
Parallèlement à la production des camionnettes, l'entreprise avait également lancé d'autres modèles qui en étaient directement dérivés. Parmi eux, les plus notables furent un van, le Rastrojero F71 et la Rastrojero Conosur, une voiture basée sur le Rastrojero de deuxième génération qui fut conçue exclusivement pour être utilisée dans les flottes de taxis.
Finalement, sur ordre du gouvernement, à la suite de l'application du « Programme National de Réorganisation » alors en cours en Argentine, la société a été dissoute en 1980 et la fabrication de ces camionnettes et de tous ses dérivés fut stoppée. À cette époque, le véhicule représentait 70 % des ventes de son segment.

## Privatisation de l'entreprise
Dans le but de reprendre la production de ces petits véhicules utilitaires restés populaires, la société a passé des accords avec le Secrétariat des Industries de la Nation le 6 août 1982. Toutefois, la procédure a trainé pendant trois ans et ce n'est qu'en 1985 que les autorisations ont été délivrées. Durant cette période, environ 400 exemplaires des modèles pick-up et frontito ont été produits à raison d'environ 15 unités par mois.
La production artisanale était assurée par un groupe de concessionnaires qui, sans chaîne de montage et employant environ 30 travailleurs, ont assemblé des "Rastrojeros" en utilisant le stock de pièces de l'usine et en faisant aussi appel à des fournisseurs extérieurs qui fabriquaient encore bon nombre de pièces de rechange. Pour la motorisation, il a également fait recours au stock de moteurs Indenor et à des achats de moteurs neufs à la filiale Borgward en Uruguay. Selon la législation argentine en vigueur, ces unités étaient considérées comme "produites hors d'usine". Cela signifiait qu'il ne s'agissait pas d'une véritable production en série homologuée et peu de temps après  l'activité dû être stoppée. Le Rastrojero avait les jours comptés. La société Imetal S.A. de San Juan, filiale du groupe Massey Ferguson, a présenté en 1989 une nouvelle version de l'utilitaire bien connu, renommé "Ranquel", fabriquée dans la province de San Juan, mais peu après, la production est définitivement abandonnée.

## La renaissance de la marque

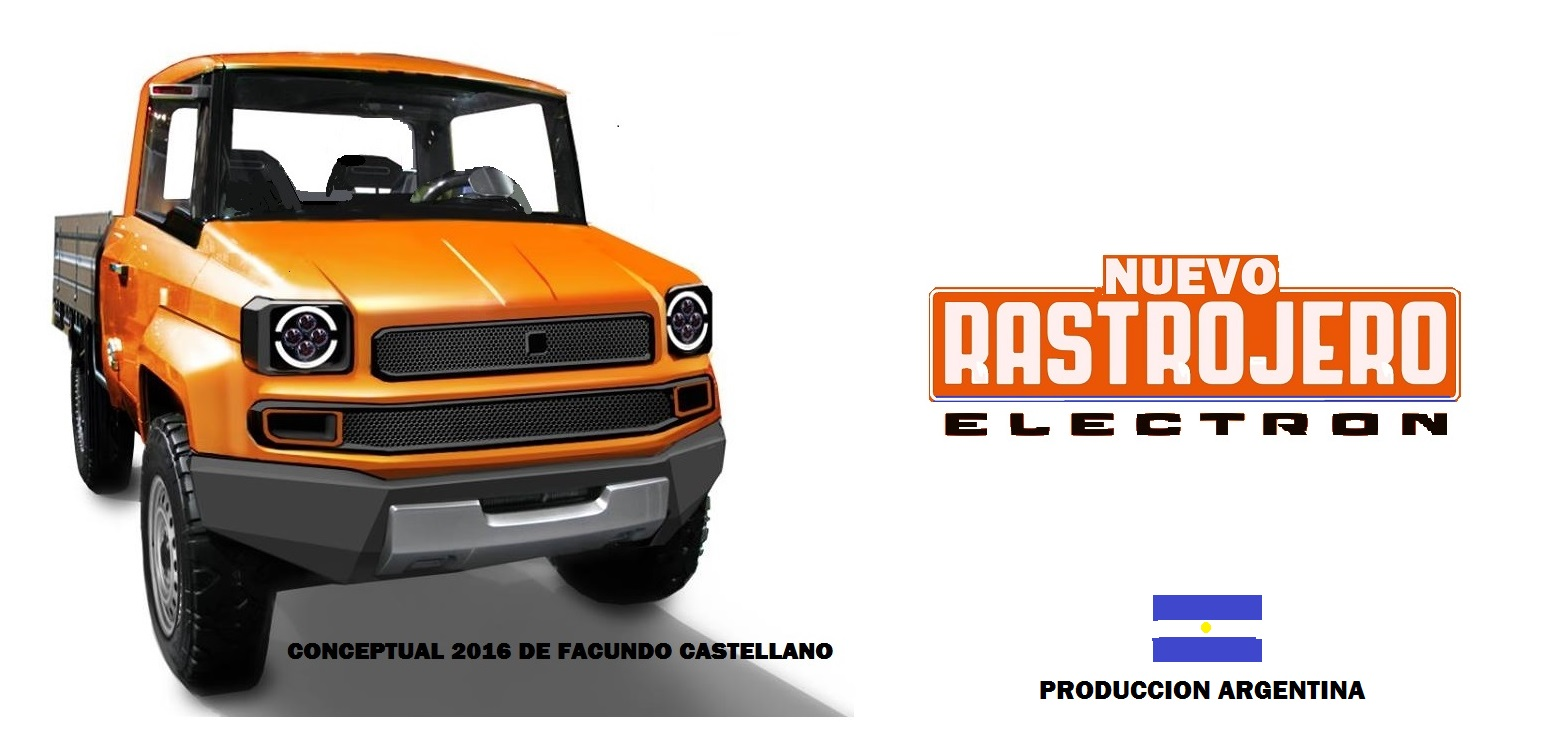
Nouveau Rastrojero.

En 2014, l'homme d'affaires argentin Carlos Ptaschne accepte le défi de créer une nouvelle version du Rastrojero, mais électrique.
Depuis 2017, Carlos Ptaschne procède à l'enregistrement de la marque, même si celle-ci a déjà été enregistrée par l'État, car elle a été déclarée en faillite et abandonnés pendant des années.
Le projet du nouveau véhicule est basé sur une motorisation électrique, équipé de batteries au lithium autorisant une autonomie théorique de 300 km. La charge utile devrait être de une tonne. La cadence de production est fixée à 30 et 35 exemplaires par jour.
Le projet envisage d’installer l’usine avenue Avenida Circunvalación de Rosario pour profiter du potentiel existant de personnel spécialisé et des industriels fournisseurs de composants automobiles installés à proximité.
En mars 2017, de nouveaux détails ont été annoncés, comme une autonomie portée à 400 km, un levier de vitesses au volant sachant que la vitesse ne dépassera pas 115 km/h. Le début de la production est prévu pour 2025.
Toutes les études techniques et de marché seraient terminées et la  conception du châssis était en cours de finalisation.